# إيرين بريتون سميث
إيرين بريتون سميث (بالإنجليزية: Irene Britton Smith)‏ هي ملحنة أمريكية، ولدت في 22 ديسمبر 1907 في شيكاغو في الولايات المتحدة، وتوفيت في 15 فبراير 1999.

## وصلات خارجية
- إيرين بريتون سميث على موقع ميوزك برينز (الإنجليزية)